# Martin Dingle Wall
Martin Dingle Wall (ur. 22 lipca 1971 w Bondi Beach, w Sydney, w Nowej Południowej Walii) – australijski aktor i producent filmowy.

## Życiorys
Przyszedł na świat w Sydney jako drugie dziecko Georginy (z domu Dingle) i Eddiego Walla. Ma starszego brata Jamiego i młodszą siostrę Sally. W wieku osiemnastu lat, po ukończeniu studiów na wydziale grafiki, przez kolejne trzy lata pracował w animacji Walt Disney Television Animation w Australii. Jest założycielem firmy producenckiej „Alchemia”.
Mając dwadzieścia jeden lat wyruszył z plecakiem dookoła świata, w ciągu trzech lat podróżował po Europie, Skandynawii, Kanadzie i Ameryce. Dołączył do trupy teatralnej w Vancouver. Przybywając w Australii w wieku dwudziestu czterech Martin zapisywał się na różnego rodzaju kursy aktorskie w Sydney i rozpoczął swoją karierę.
Napisał dwie sztuki Serce narodu i Pariah, które zostały podjęte przez bezimiennego domu produkcyjnego w Wielkiej Brytanii.
13 lipca 2001 dołączył do obsady australijskiego serialu Zatoka serc, grając doradcę Flynna Saundersa, męża Sally Fletcher (Kate Ritchie). Za rolę zdobył nominację do nagrody „Best New Talent”. Martin opuścił serial w grudniu 2002, a następnie został zastąpiony przez aktora Joela McIlroya, który grał Flynna od 2003 aż do 2006, gdy jego postać zmarła na raka.
Wystąpił potem w melodramacie Letnie przesilenie (Summer Solstice, 2005) u boku Jacqueline Bisset, Honor Blackman, Jana Niklasa i Franco Nero, komedii romantycznej Makeover (The Makeover, 2009) z Larą Cox oraz dramacie Nic męskiego (The Nothing Men, 2010) z Colinem Frielsem i Davidem Fieldem.

## Życie prywatne
Żonaty z Peta Danvers, ma syna (ur. 2015). W październiku 2016 ujawnił, że po przeprowadzce się do Los Angeles w 2012, zdecydował się wziąć udział w spotkaniach AA.

## Wybrana filmografia

### Seriale TV
- 1998: Cena życia (All Saints) jako Dreg Howard - Mick
- 1998: Murder Call jako Traficante de Drogas
- 1999: Big Sky jako Gavin
- 2007: Satysfakcja (Satisfaction) jako Johnny Lake
- 2009: Historia dwóch miast (Underbelly: A Tale of Two Cities) jako Les Kane
- 2001-2002: Zatoka serc (Home and Away) jako Flynn Saunders
- 2009: Ekipa ratunkowa (Rescue: Special Ops) jako Jake Hudson
- 2010: Cops: L.A.C. jako Rhys Llewellyn

### Filmy fabularne
- 2001: Nowi krzyżowcy (The New Crusaders) jako uczestnik rozmowy
- 2001: Australijska przygoda (Jumping Ship) jako Dante
- 2005: Letnie przesilenie (Summer Solstice) jako Scott Allen
- 2007: Z wody (Out of Water)
- 2009: Makeover (The Makeover) jako Rodger Keaton
- 2010: Nic męskiego (The Nothing Men) jako Wesley Timms
- 2010: My mężczyźni (We Men Do) jako mąż
- 2011: Dom północny (House of Sticks) jako Lance
- 2012: Bombaj Plaża (Bombay Beach jako ojciec
- 2012: Delikatny dotyk (A Light Touch) jako Oscar